# 제주시·북제주군·남제주군
제주시·북제주군·남제주군은 대한민국의 옛 국회의원 선거구이다. 당시 제주도 제주시, 북제주군, 남제주군 지역을 관할했다.

## 역사
제9대 국회의원 선거를 앞두고 제주시·북제주군 선거구와 남제주군 선거구가 통합되면서 신설되었다.
1981년 7월, 남제주군 서귀읍·중문면이 서귀포시로 승격되었다. 이에 제12대 국회의원 선거를 앞두고 제주시·서귀포시·북제주군·남제주군 선거구로 개편되었다.

## 역대 국회의원
| 선거   | 정당 | 정당       | 1위 의원 | 정당 | 정당   | 2위 의원 |
| ------ | ---- | ---------- | -------- | ---- | ------ | -------- |
| 1973년 |      | 민주공화당 | 홍병철   |      | 무소속 | 양정규   |
| 1978년 |      | 민주공화당 | 현오봉   |      | 무소속 | 변정일   |
| 1981년 |      | 무소속     | 강보성   |      | 무소속 | 현경대   |

## 역대 선거 결과

### 대한민국 제9대 국회의원 선거
|  | 35.84% |

|  | 17.43% |

|  | 15.34% |

|  | 14.11% |

|  | 9.08% |

|  | 4.21% |

|  | 2.09% |

|  | 1.86% |

### 대한민국 제10대 국회의원 선거
|  | 23.94% |

|  | 22.63% |

|  | 21.94% |

|  | 14.53% |

|  | 8.82% |

|  | 8.12% |

### 대한민국 제11대 국회의원 선거
|  | 24.77% |

|  | 24.73% |

|  | 23.92% |

|  | 19.28% |

|  | 4.93% |

|  | 2.34% |